# Bartramia karsteniana
Bartramia karsteniana là một loài rêu trong họ Bartramiaceae. Loài này được Müll. Hal. mô tả khoa học đầu tiên năm 1874.